# Чон Хон Вон
Чон Хон Вон (кор. 정홍원, 鄭烘原, Jeong Hong-won, Chŏng Hongwŏn; нар. 9 жовтня 1944) — корейський правник і політик, сорок другий прем'єр-міністр Республіки Корея.

## Біографія
Здобував юридичну освіту в Університеті Сонгюнгван. Після того працював у прокуратурі Пусана. Від 2008 до 2011 року очолював Корейську колегію адвокатів. 2012 року пішов у відставку з посади прокурора. Під час парламентської кампанії того ж року був головою рекомендаційного комітету з кандидатур на керівні посади від партії Сенурі. Окрім того, забезпечував юридичний супровід висунення кандидатури Пак Кин Хє на посаду президента Південної Кореї. Потім займався приватною юридичною практикою.
У лютому 2013 року новообрана президент Пак Кин Хє висунула кандидатуру Чон Хон Вона на пост голови уряду. Вже у квітні наступного року прем'єр-міністр подав у відставку, намагаючись узяти на себе відповідальність за катастрофу порому «Sewol». Тоді пором із 476 пасажирами на борту, більшість з яких були школярами та вчителями, перевернувся й затонув біля берегів Південної Кореї. Наступного дня, коли голова уряду зустрічався з рідними загиблих, його освистали, а хтось поцілив у нього пляшкою з водою. На тлі таких подій Чон Хон Вон і вирішив піти у відставку. Проте після двох невдалих спроб підшукати йому заміну президент Пак не прийняла відставки.
Також на посаді голови уряду Чон Хон Вон докладав зусиль до припинення протистояння з Північною Кореєю.